# Liste von Kartoffelmuseen
Die folgende Liste gibt einen Überblick zu Kartoffelmuseen, also zu Museen, die sich der Geschichte, dem Anbau und der Verwendung der Kartoffel widmen. Die Liste erhebt keinen Anspruch auf Vollständigkeit.

## Deutschland
| Bezeichnung                    | Bild           | Standort                                          | Bundesland             | Errichtung Einweihung | Weitere Informationen         |
| ------------------------------ | -------------- | ------------------------------------------------- | ---------------------- | --------------------- | ----------------------------- |
| Kartoffelmuseum Brillit        |                | Brillit, Ortsteil der Gemeinde Gnarrenburg (Lage) | Niedersachsen          |                       | Siehe Kartoffelmuseum Brillit |
| Deutsches Kartoffelmuseum      | weitere Bilder | Fußgönheim, Hauptstr. 64 (Lage)                   | Rheinland-Pfalz        | 1988                  |                               |
| Das Kartoffelmuseum            |                | München (Lage)                                    | Bayern                 |                       |                               |
| Vorpommersches Kartoffelmuseum |                | Tribsees, Ortsteil Stremlow (Lage)                | Mecklenburg-Vorpommern |                       |                               |

## Weitere
| Bezeichnung                           | Bild           | Standort                              | Staat      | Errichtung Einweihung | Weitere Informationen |
| ------------------------------------- | -------------- | ------------------------------------- | ---------- | --------------------- | --------------------- |
| Frietmuseum (Brügge)                  | weitere Bilder | Brügge (Lage)                         | Belgien    | 2008                  |                       |
| Musée vivant de la Pomme de Terre     |                | Genappe                               | Belgien    |                       |                       |
| Prince Edward Island Potato Museum    |                | O’Leary (Prince Edward Island) (Lage) | Kanada     |                       |                       |
| Waldviertler Erdäpfelwelt Schweiggers | weitere Bilder | Schweiggers                           | Österreich |                       |                       |
| Potato Museum (Albuquerque)           |                | Albuquerque (New Mexico)              | USA        |                       |                       |
| Idaho Potato Museum                   | weitere Bilder | Blackfoot (Idaho) (Lage)              | USA        |                       |                       |